# Аскеза
Аске́за (от др.-греч. ἄσκησις — «упражнение», и др.-греч. ἀσκέω — «упражнять»), или аскети́зм — методика достижения духовных целей через упражнения в самодисциплине, самоограничении, самоотвержении, через молитву, исполнение трудных обетов, порой включающих самоистязание, умерщвление плоти.
В Древней Греции слово ἄσκησις имело значение «упражнение тела» или «упражнение ума и воли». В религиозном понимании употреблялось пифагорейцами, позднее — у Филона Александрийского. В широком смысле аскети́зм — образ жизни, характеризуемый крайней скромностью и воздержанием, самоограничением, прежде всего в удовольствии и роскоши. Следует отличать от вынужденных ограничений, связанных с затруднительными обстоятельствами.

## Авраамические религии
Аскетические практики встречаются во всех мировых религиях, различных национальных традициях и культурах.
В иудаизме аскетические практики были распространены среди ессеев и терапевтов. Аскетизм также встречается в индуизме. Однако в буддизме через аскетизм верующий не достигает высшей цели всех живых существ — нирваны. Хотя если подразумевать под аскетизмом суровую дисциплину, то она также присутствует и в буддизме.
В древнейшей части Библии, Ветхом Завете, термин «аскеза» не упоминается, однако описывается обретение благодати через пост, признание в совершённых грехах, покаяние. Среди ограничений называются отказ от вина, воздержание от интимных отношений, умерщвление плоти. В новозаветных текстах глагол ἀσκέω встречается единожды, но используются его синонимы, означающие «упражняться», «бороться», «состязаться».
В христианстве аскетизм это подвижнический образ жизни верующего на благо христианского общества, избранный сознательно. Более строгое следование христианским законам, духовно-нравственное совершенствование, цель которого — обретение христианских добродетелей и достижение Царства Небесного.

### Иудаизм
В иудаизме аскетизм не занимает существенного места, кроме практики поста, однако практиковался в некоторых течениях:
- ветхозаветные пророки,
- ессеи,
- терапевты,
- назореи,
- рехавиты[7] и др.

### Христианство
В христианстве аскеза понимается как устремление человеческой воли посредством подвигов к стяжанию Божественной благодати, спасающей, исцеляющей, преображающей и обновляющей человеческое естество, подвергшееся грехопадению. Аскетизм — это напряжённое усилие человека в стяжании благодати Святого Духа как залога спасения и Царства Небесного.
Христианство восприняло термин из античной культуры в значении напряжения, труда, усилия и упражнения, наполнив его новым духом и смыслом, незнакомым языческому миру.
Христианский аскетизм стал усилием по приобретению неизвестных языческому миру добродетелей, выраженных в заповедях любви к Богу и ближнему. Христианский аскетизм стал означать особое волевое действие. Это волевое действие человека, поддерживаемое действием Бога, который желает внутреннего преображения и изменения человека, помогает ему Своей благодатью на пути исполнения заповедей. Именно в синергизме (сотрудничестве, согласовании) двух воль, Божественной и человеческой, заключается основополагающий принцип христианского аскетизма.
По учению святых отцов, аскетические усилия (подвиги) сами по себе ещё не ведут к совершенству. Выделяя телесные и душевные подвиги (телесное и душевное или умное делание), святые отцы утверждают их необходимость для подтверждения ревности и желания человека в деле спасения, но в то же время указывают, что все аскетические усилия не имеют самоценности. Спасти, преобразить, исцелить и обновить человеческое естество может только Божественная благодать. Только через её осеняющее действие человеческие подвиги приобретают смысл.
Святитель Феофан Затворник подчёркивает, что все человеческие подвиги — пост, труд, бдение, уединение, удаление от мира, хранение чувств, чтение Священного Писания и другие — останутся лишь упражнениями, если через них не пройдёт Божественная благодать. «Вступая в подвиг, не на нём останавливай своё внимание и сердце, — говорит святитель, — но минуй его как нечто стороннее, — разверзай себя для благодати, как готовый сосуд, полным Богу преданием». Присутствие благодати в человеческой душе знаменует себя соуслаждением всему духовному, любовью к Богу и ближнему, обилием духовных сил для исполнения евангельских заповедей. Стяжание благодати есть живое Богообщение.
Христианское понимание аскезы синтетически может быть определено как свободно-разумный подвиг и борьба за достижение христианского совершенства. Но совершенство не заключено в тварной природе человека и потому не может быть достигнуто простым развитием возможностей этой природы, взятой в самой себе, в своей ограниченности. Совершенство мыслится лишь в Самом Боге, в даре Святого Духа. Отсюда аскеза, как таковая, никогда не становится целью; она лишь средство, лишь проявление свободы и разумности на пути к стяжанию дара Божия. Как разумный подвиг в своём развитии, аскеза становится наукой, искусством, культурой. Как бы ни была высока эта культура, взятая в своём человеческом аспекте, она имеет весьма условную ценность.
Посты, воздержание, бдения, суровый образ жизни, нищета, понимаемая как нестяжание, как нежелание «иметь», как свобода от власти над нами вещественного мира, послушание, как победа над своей эгоистической, «индивидуальной» волей и как одно из высоких и прекрасных выявлений нашей любви к Богу и ближнему, отшельничество, как следствие искания внутренней клети, где можно «помолиться Отцу втайне», поучение в слове Божием, не в смысле «внешнего», так сказать, академического знания, а как напоение себя тем духом благодатной жизни и богопознания, который заключён в Священном Писании и в творениях святых отцов, целомудрие как преодоление плотских «бессловесных» движений и вообще «комплекса плоти» через пребывание в памяти Божией, мужество, долготерпение и смирение, сострадание и милостыня, как выражение любви к Богу и ближнему, вера, как тот же подвиг любви, — всё это может и должно быть разумным и свободным подвигом человека, но доколе не придёт всеутверждающее действие Божественной благодати, дотоле всё это останется лишь человеческим действием и следовательно — тленным. Всё это понимается в христианстве как аскеза.
Вместе с тем исторически церковная аскеза приобретала порой гипертрофированные черты и руководствовалась скорее эллинско-неоплатонической («тело — зло, которое необходимо преодолеть для возвышения души к Богу»), чем строго-христианской мотивацией.
В протестантизме (лютеранство, кальвинизм, пуританизм) формируется мирской аскетизм. По мнению Карла Маркса он мотивируется «буржуазной бережливостью». Но с религиозной точки зрения соотношение здесь обратное: аскетизм, вышедший за пределы только личного благочестия и включивший в свою сферу «общее благо», как одно из важных следствий имеет эту «буржуазную бережливость», или, иными словами говоря, гражданственное отношение к богатству как к средству, позволяющему деятельно исполнять заповедь о любви к ближнему.

### Ислам
В исламе аскетизм обозначается термином зухд (араб. زهد‎), а аскеты называются захидами. В первые века хиджры аскетические настроения затронули практически все направления ислама. Чаще всего они использовали термины ниск («благочестие», «подвижничество»), кана’а («умеренность и подчинение желаний») и вара’ («крайняя осмотрительность в различении дозволенного и запрещенного религиозным законом»), но в VIII в. эти понятия заменил термин зухд.
Тема зухда прослеживается уже в ранних сборниках хадисов, агиографической литературе и суфийских «учебных» сочинениях X—XIII вв. Концепция зухда оформилась в среде видных деятелей раннего мусульманского благочестия (зуххад), среди которых Хасан аль-Басри, Суфьян ас-Саури, Ибрахим ибн Адхам и др. Концепция зухда формировалась, и развививалась в русле суфийской традиции. Суннитское (особенно ханбалитское) понимание зухда подразумевает подавление страстей путём воздержания от мирских благ, бедности, уменьшения сна и пищи, а также практики «повеления одобряемого и запрещения осуждаемого».
Большинство средневековых исламских богословов прибавляли к своему имени эпитет захид. Ислам запрещает крайний аскетизм и призывает к умеренности в нём. Крайние проявления зухда наблюдались в практике суфиев, приводя к совершенной индифферентности к лишениям и полнейшему квиетизму. Среди таких проявлений: отказ от всего преходящего, сосредоточение на Боге своих помыслов, очищение сердца от всего, что может отвлечь от него.
Осознание опасности искушений (тайная гордыня, лицемерие) и введение школой маламатия и аль-Мухасиби методов внутреннего самонаблюдения привели к выработке в суфийской концепции аз-зухд фи-з-зухд («воздержание в воздержании»). Суть этой концепции состоит в том, что суфий освобождается от всего мирского (дунья) и воздерживается от своего воздержания. При этом он достигает состояния, при котором он может безбоязненно обращать внимание на мирскую жизнь и идти дальше по пути познания потустороннего мира (ахират). Это состояние аль-Газали называл «удовлетворенность Богом» (аль-истигна’ би-Ллах).
В современном мусульманском мире понятие зухд и захид употребляются преимущественно в значении благочестивой жизни и благочестивого человека.

## Античная эпоха
- Кинизм (др.-греч. κῠνικοί, лат. Cynici), — одна из наиболее значительных сократических философских школ. Её родоначальником считается Антисфен[10], ученик Сократа, ярким представителем — Диоген Синопский.
- Эпикуреи́зм — философское учение, исходящее из идей Эпикура и его последователей. Согласно ему, высшим благом считается наслаждение жизнью, которое подразумевает отсутствие физической боли и тревог, а также избавление от страха перед смертью и богами, представляющимися безразличными к происходящему в мире смертных.
- Стоици́зм — философская школа, возникшая в Афинах ок. 300 г. до н. э. во времена раннего эллинизма и сохранившая влияние вплоть до конца античного мира. Именование получила по названию Расписной стои, где основатель стоицизма Зенон Китийский впервые самостоятельно выступил в качестве учителя.

## Индуизм
В античной Индии обретение могущества и высокого статуса путём аскезы — Тапас было исключительной привилегией брахманов. Аскеза считалась верным способом достичь сверхъестественных сил и даже обрести могущество, позволяющее встать вровень с богами. По легенде, бог богатства Кубера не родился богом, а стал им после многих лет сурового подвижничества. Индийские аскеты практиковали весьма экстремальные формы самоистязания — месяцами держали руки над головой или стояли на одной ноге.

## Буддизм
В 29 лет Гаутама Будда присоединился к пяти аскетам в надежде, что умерщвление плоти приведёт его к прозрению и покою. После шести лет строжайшей аскезы, так и не приблизившись к цели, он расстался с аскетами и начал вести более умеренный образ жизни и проводить медитации другим способом.
Он пришёл к выводу, что умерщвление плоти бессмысленно и не следует умерщвлять никакие живые существа, в том числе и себя. Этот эпизод в жизни Будды часто рисуют на картинах, иллюстрирующих его биографию, в храмах.
Отдельные школы буддизма, однако, используют аскетические практики — Бхикшу — в монастырской жизни. В частности, японская школа тэндай. Аскетизм встречается также в синкретических школах на базе буддизма, например в сюгэндо.

## Критика аскетизма
По мнению Бердяева, аскеза сама по себе не решает проблемы зла и греха, поскольку источник зла лежит не в материи, не в какой-либо «природе», но в свободной воле. Аскезу можно понять положительно и отрицательно. Отрицательная аскеза хочет подавить и уничтожить греховные страсти, не направляя их на положительное творчество.
Кроме иудаизма, аскетика не занимает существенного места в религии Бахаи и Зороастризме.